# 龍勢

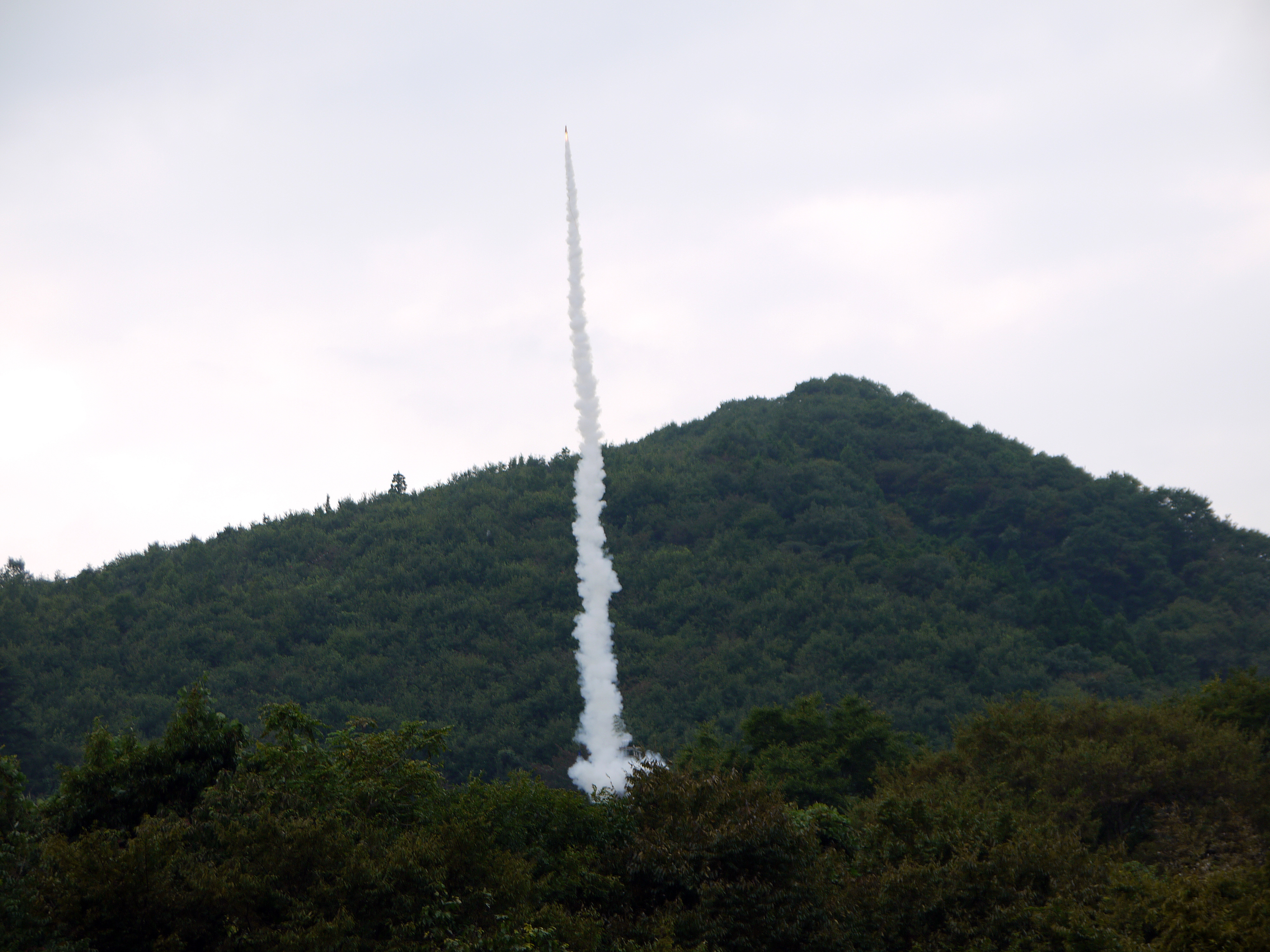
秩父の龍勢祭り

龍勢（りゅうせい）とは筒に黒色火薬を詰め、竹ざおの先に結びつけた花火、原始的なロケットである。上空で傘が開き、様々な仕掛けが作動する。
埼玉県秩父市吉田久長には龍勢会館があり、各地の龍勢が展示されている。
国内では、主に地域の神社の祭礼などに関連して行われ、以下の各地で伝承されている。
- 埼玉県秩父市下吉田（秩父吉田の龍勢）[2][3]
- 静岡県静岡市清水区草薙（草薙大龍勢）[4]
- 静岡県藤枝市岡部町殿（朝比奈大龍勢。隔年に開催）[5]
- 滋賀県米原市（米原流星）[6]
- 滋賀県甲賀市甲南町竜法師瀬古（瀬古の流星）[7][8]

## 由来
鎌倉時代に元寇で元軍が使用したという。その後、戦国時代に狼煙として使用され、各地に伝わったのが起源だと言う説が有力である。構造は三河、遠州地方に伝承される手筒花火と類似点がある。タイなど東南アジアにも、似た形式のロケット花火が伝わっている。

## 製造
主に地元の人間の手により製造されており、工学や火薬の専門家が作製するものではない。土地の伝承や先輩、古老などのアドバイスにより、次世代へと受け継がれているものである。

### 秩父吉田の龍勢の場合
製造打ち上げ参加者は「流派」と呼ばれるチームに分かれ、それぞれの流派が技能を伝承し、技を競っている。龍勢保存会で火薬類製造営業許可を取得し、火薬取扱のできる専用の製造所を持ち、火薬の配合・充填作業を行う。
平成30年3月に国の重要無形民俗文化財に指定された。

### 瀬古の流星の場合
甲賀（瀬古）では昭和初期に伝承が途絶えてしまったが、地元で製造に関わっていた人物の備忘録（『瀬古青年買物控』）が発見されたため、火薬調合などを復活させることが可能になり、1976年より再開された。2007年の打ち上げで事故が生じたが、2008年の打ち上げに際しては、安全対策を見直し無事終了している。

### 朝比奈大龍勢の場合
発祥は戦国時代に現在の静岡県藤枝市岡部町に居を構えた今川氏家臣の朝比奈氏と岡部氏が用いた緊急連絡用の狼煙が起源とされる。
岡部町では大字単位で「龍勢連」と呼ばれるグループが地域住民により形成され、各龍勢連ごとに伝承される技法にて製造を行う。朝比奈大龍勢の開催に併せて、各龍勢連には個人や地元の中小企業がスポンサーとして名を連ね、龍勢連から選抜された呼出の独特の口上によってその龍勢の仕掛けの特徴を暗示した短歌やスポンサー名が読み上げられ、打ち上げが行われる。
朝比奈大龍勢は昼の部と夜の部に分かれてそれぞれ約10発から15発前後が打ち上げられる。仕掛けは昼の部は煙幕付きの落下傘が複数宙を舞う「煙龍」、夜の部は落下傘部分が発光する「花笠」や落下傘に吊された紐の部分が発光する「連星」などが中心でそれぞれ特色の違いが見られる。打ち上げから打ち上げ完了が呼出に宣言されるまでは、長いもので5分以上に及ぶことがあり、その間に龍勢本体を含む各落下傘からは連続して仕掛けが作動し、その光景を呼出が実況するのが基本的な流れである。各龍勢の打ち上げにあたっては、15分から20分程度のインターバルがあるため、夜の部では通常の打ち上げ花火やスターマインなどがインターバルの間に打ち上げられる。この打ち上げ花火も龍勢の打ち上げ同様、呼出によって概要やスポンサーの口上が行われる。
悪く言えば素人が製造するもののため、必ずしも龍勢連の意図通りに打ち上げが完了するとは限らず、仕掛けや落下傘が開かないまま龍勢が地上に墜落したり、上昇途中もしくは発射台でそのまま爆発するなどの打ち上げ失敗もしばしば見受けられる。完全に仕掛けが稼働して打ち上げが成功した場合、呼出は万歳三唱で成功を祝うのが通例となっている。

### 注
1. ↑  龍勢の製法は門外不出とされている[要出典]。
2. ↑  龍勢の打ち上げにスポンサーがつく場合、「○○様よりの御献発」という言い回しがされる[要出典]。
3. ↑  龍勢の仕掛けの特徴は明らかにはされず、会場で販売される演目プログラムに記載される短歌によって観客が各自推測するようになっている[要出典]。